# 山崎宗鑑
山崎宗鉴（1465年—1553年），日本室町时代俳句詩人。提倡以口语俗语作讽刺揶揄，句作大致可以按内容分成两部分，一是嘲世的滑稽诙谐之作，另一部分是安贫之作。